# سپاه ۳۶ (ورماخت)
سپاه ۳۶ (انگلیسی: XXXVI Mountain Corps) یک تشکیلات نظامی آلمان نازی در جنگ جهانی دوم بود.
در اکتبر ۱۹۳۹ تشکیل شد و در نبرد فرانسه شرکت کرد. در اوت ۱۹۴۰ سپاه به جنوب نروژ و از آنجا به شمال فنلاند منتقل شد.